# Christian Trepp
Christian Trepp (* 11. Dezember 1930; † 16. Juni 2012 in Chur; heimatberechtigt in Nufenen GR) war ein Schweizer Maschinenbauingenieur und Professor an der ETH Zürich.

## Leben
Christian Trepp studierte von 1950 bis 1954 an der Abteilung für Maschineningenieurwesen der ETH Zürich. Er war anschliessend bis 1957 wissenschaftlicher Mitarbeiter am Institut für kalorische Apparate und Kältetechnik, wo 1957 auch seine Promotion bei Peter Grassmann erfolgte. 1957 trat er in die Firma Gebrüder Sulzer AG in Winterthur ein, ab 1973 leitete er dort die Entwicklung und Konstruktion in der Ableitung Kälte. 1959/60 verbrachte er ein Studienjahr am Lawrence Radiation Laboratory in Berkeley und am National Bureau of Standards in Boulder (Colorado). 1968 kam er an die ETH Zürich zurück, wo er zuerst als Lehrbeauftragter tätig war und schliesslich 1975 vom Bundesrat zum ordentlichen Professor für Thermische Verfahrens- und Kältetechnik gewählt wurde. Trepp beteiligte sich viele Jahre aktiv an der Leitung des Instituts für Verfahrens- und Kältetechnik. Er wurde im Oktober 1996 emeritiert.

## Forschung
Die Ausbildung seiner Studierenden und die Förderung seines Spezialgebietes der Tieftemperatur- und Kältetechnik waren Trepp ein grosses Anliegen. Seine Weitsicht im Energiebereich unterstrich er mit Forschungsarbeiten zu neuen Kältemitteln. Auf dem Gebiet der Stoffdatenermittlung hat er im Zusammenhang mit überkritischen Fluiden notwendige Grundlagen für die Dimensionierung neuer Prozessschritte erarbeitet.

## Mitgliedschaften
Er war engagiertes Mitglied verschiedener Gremien sowie Präsident des Schweizerischen Vereins für Kältetechnik.

## Publikationen (Auswahl)
- Die Härte von N-2, O-2, Ar und von N-2-O-2-Gemischen. Diss. Techn. Wiss. ETH Zürich, Nr. 2747, 1958, doi:10.3929/ethz-a-000097525.
- Verfahrenstechnik. Schweizerischer Wissenschaftsrat, Bern 1986.